# Lijst van nummer 1-hits in de Radio 2 Top 30 in 1976
Deze hits stonden in 1976 op nummer 1 in de BRT Top 30, de voorloper van de huidige Vlaamse Radio 2 Top 30.
| Nummer | Datum        | Artiest                      | Titel                   |
| ------ | ------------ | ---------------------------- | ----------------------- |
| 104    | 3 januari    | Penny McLean                 | Lady bump               |
| 105    | 10 januari   | Pussycat                     | Mississippi             |
|        | 17 januari   | Pussycat                     | Mississippi             |
|        | 24 januari   | Pussycat                     | Mississippi             |
| 106    | 31 januari   | Queen                        | Bohemian rhapsody       |
|        | 7 februari   | Queen                        | Bohemian rhapsody       |
| 107    | 14 februari  | Chubby Checker               | Let's twist again       |
|        | 21 februari  | Chubby Checker               | Let's twist again       |
| 108    | 28 februari  | Al Martino                   | Volare                  |
|        | 6 maart      | Al Martino                   | Volare                  |
| 109    | 13 maart     | Nazareth                     | Love hurts              |
|        | 20 maart     | Nazareth                     | Love hurts              |
|        | 27 maart     | Nazareth                     | Love hurts              |
| 110    | 3 april      | Marianne Rosenberg           | Ich bin wie du          |
| 111    | 10 april     | ABBA                         | Fernando                |
|        | 17 april     | ABBA                         | Fernando                |
| 112    | 24 april     | Brotherhood of Man           | Save your kisses for me |
|        | 1 mei        | Brotherhood of Man           | Save your kisses for me |
|        | 8 mei        | Brotherhood of Man           | Save your kisses for me |
| 111    | 15 mei       | ABBA                         | Fernando                |
| 112    | 22 mei       | Brotherhood of Man           | Save your kisses for me |
| 113    | 29 mei       | Sammy Davis jr.              | Baretta's theme         |
|        | 5 juni       | Sammy Davis jr.              | Baretta's theme         |
|        | 12 juni      | Sammy Davis jr.              | Baretta's theme         |
| 114    | 19 juni      | John Miles                   | Music                   |
| 115    | 26 juni      | Don Mercedes                 | Rocky                   |
|        | 3 juli       | Don Mercedes                 | Rocky                   |
|        | 10 juli      | Don Mercedes                 | Rocky                   |
| 116    | 17 juli      | Sutherland Brothers & Quiver | Arms of Mary            |
|        | 24 juli      | Sutherland Brothers & Quiver | Arms of Mary            |
| 117    | 31 juli      | Fats Domino                  | Blueberry hill          |
| 118    | 7 augustus   | Jesse Green                  | Nice and slow           |
| 119    | 14 augustus  | Peter Frampton               | Show me the way         |
| 118    | 21 augustus  | Jesse Green                  | Nice and slow           |
|        | 28 augustus  | Jesse Green                  | Nice and slow           |
| 120    | 4 september  | ABBA                         | Dancing queen           |
|        | 11 september | ABBA                         | Dancing queen           |
|        | 18 september | ABBA                         | Dancing queen           |
|        | 25 september | ABBA                         | Dancing queen           |
|        | 2 oktober    | ABBA                         | Dancing queen           |
|        | 9 oktober    | ABBA                         | Dancing queen           |
| 121    | 16 oktober   | Johnny Wakelin               | In Zaire                |
| 120    | 23 oktober   | ABBA                         | Dancing queen           |
| 122    | 30 oktober   | BZN                          | Mon amour               |
| 123    | 6 november   | Boney M.                     | Daddy Cool              |
|        | 13 november  | Boney M.                     | Daddy Cool              |
|        | 20 november  | Boney M.                     | Daddy Cool              |
| 124    | 27 november  | ABBA                         | Money, money, money     |
|        | 4 december   | ABBA                         | Money, money, money     |
|        | 11 december  | ABBA                         | Money, money, money     |
|        | 18 december  | ABBA                         | Money, money, money     |
|        | 25 december  | ABBA                         | Money, money, money     |